# Petrit Malaj
Petrit Malaj (Tirana, 13 ottobre 1978) è un politico albanese, Ministro delle finanze nel terzo governo Rama dal 31 luglio 2024.

## Biografia
È nato il 13 ottobre 1978 a Tirana, nell'allora Repubblica Popolare Socialista d'Albania da Limos Malaj, originario di Tepelenë e futuro vicegovernatore della Banca d'Albania, e Zana Malaj; ha una sorella, Besjana.
Si è laureato nel 2001 in finance and banking presso la Facoltà di Economia dell'Università di Tirana, proseguendo gli studi negli Stati Uniti d'America dove ha conseguito un Master in Business Administration presso l'Università del Wisconsin-La Crosse e un master in finance and banking presso l'Università di Georgetown. Dopo la laurea ha lavorato presso la Banca Italo-Albanese e presso Raiffeisen Bank. A partire dal 2010 è stato direttore esecutivo di BDO Albania, filiale del gruppo BDO, attivo nella consulenza finanziaria e nella revisione contabile.

### Carriera politica
Il 15 gennaio 2024 è stato nominato direttore esecutivo dell'Agenzia nazionale delle risorse naturali (AKBN).
Il 28 luglio 2024 è stato proposto da Edi Rama come Ministro delle finanze nel suo terzo governo in sostituzione di Ervin Mete e ha prestato giuramento il successivo 31 luglio.